# Хорхе Гутьєррес Еспіноса
Хорхе Гутьєррес (ісп. Jorge Gutiérrez Espinosa, нар. 18 вересня 1975 року, Камагуей) — кубинський боксер-любитель, олімпійський чемпіон (2000), чемпіон Панамериканських ігор (1999), срібний призер чемпіонату світу (1999). 

## Любительська кар'єра
В 1999 році 7 серпня Гутьєррес здобув перемогу у фіналі Панамериканських ігор в категорії до 71 кг, а вже за три неділі виборов срібну народу світової першості.
- В 1/16 фіналу переміг Нікола Сєклоча (Югославія) — 8-1
- В 1/8 фіналу переміг Маліка Джарра (Білорусь) — 8-2
- У чвертьфіналі переміг Ділшода Ярбекова (Узбекистан) — 8-1
- У півфіналі переміг Єрмахана Ібраїмова (Казахстан) — 12-11
- У фіналі не вийшов проти румуна Мар'яна Сіміона

 Олімпійські ігри 2000
(категорія до 75 кг)
- 1/16 фіналу:Переміг Сомчая Чімлума (Таїланд) — 20-11
- 1/8 фіналу:Переміг Антоніоса Гіаннуласа (Греція) — 20-7
- 1/4 фіналу:Переміг Адріана Д'якону (Румунія) — KO
- 1/2 фіналу:Переміг Вугара Алекперова (Азербайджан) — 19-9
- Фінал:Переміг Гайдарбека Гайдарбекова (Росія) — 17-15